# ストラサーン伯爵

中世のストラサーン伯の紋章

ストラサーン領主（英: Mormaer of Strathearn）あるいはストラサーン伯（英: Earl of Strathearn）は、中世のスコットランド王国においてストラサーンを領していた貴族の称号。

## 概要
伯領創設の正確な時期は不明であるが、史料で確認される最も古い例は1115年にさかのぼる。名前が知られている最初の領主はマリーズ1世（Máel Ísu I）で、ゲール人を率いスタンダードの戦い（1138年）においてデイヴィッド1世に従って戦ったことを リヴォーのエセルレッドが記している。
1329年に国王ロバート1世が崩御すると、若くして王位を継いだデイヴィッド2世と反国王派に担がれたエドワード・ベイリャルとの間で内乱が勃発する。この内乱の中で、エドワード方についたストラサーン家は所領を剥奪され、デイヴィッド2世の寵臣モーリス・ド・モラヴィアにストラサーン伯位が与えられた。しかしモーリスはネヴィルズ・クロスの戦い（1346年）で戦死する。
その後、伯爵領は王統と相前後してステュアート家に移り、国王ロバート2世およびその近親者が保有した。1437年にアソル伯ウォルター・ステュアートから剥奪されたのち保持者はいなくなっていたが、17世紀に第7代メンティース伯爵ウィリアム・グラハムはロバート2世の孫娘ユーフェミアの子孫として継承権を主張した。この主張は認められず、ウィリアムは1633年にエアース伯爵に叙された。
16世紀以降は「ストラサーン伯爵」の叙爵例はなかったが、「カンバーランドおよびストラサーン公爵」（1766年創設、1790年断絶）、「ケントおよびストラサーン公爵」（1799年創設、1820年断絶）、「コノートおよびストラサーン公爵」（1874年創設、1943年断絶）といったストラサーンを爵号に含む爵位がイギリス王室の成員に対して授けられてきた。
2011年、イギリス女王（当時）エリザベス2世は孫のウィリアム王子がキャサリン・ミドルトンと結婚したのに合わせて、ケンブリッジ公爵・ストラサーン伯爵およびキャリクファーガス男爵に叙爵した。以後プリンス・オブ・ウェールズ（皇太子）に叙されるまで、ウィリアム王子はスコットランドにおいてはケンブリッジ公爵ではなくストラサーン伯爵の称号を使用した（ウェールズ公に叙された後は代わりにロスシー公爵を使用している）。

## 一覧

### ストラサーン伯 （ストラサーン家系）
※初期の正確な受爵者一覧は確定していない。
- マリーズ1世（Máel Ísu I, Earl of Strathearn）（fl. 1138年）
- ファテス（Ferchar, Earl of Strathearn）（fl. 1160年）
- ギルバート（Gille Brigte, Earl of Strathearn）（1171年 - 1223年）
- ロバート（Robert, Earl of Strathearn）（1223年 - 1245年）
- マリーズ2世（Maol Íosa II, Earl of Strathearn）（1245年 - 1271年）
- マリーズ3世（Maol Íosa III, Earl of Strathearn）（1271年 - 1317年）
- マリーズ4世（Maol Íosa IV, Earl of Strathearn）（1317年 - 1329年）
- マリーズ5世（Maol Íosa V, Earl of Strathearn）（1330年 - 1334年）
  - 1331年、オークニー伯（英語版）に叙される。
  - 1334年、剥奪。

### ストラサーン伯 （マリ家系、1344年）
- モーリス・ド・モラヴィア (ストラサーン伯)（英語版） （1344年 - 1346年）

### ストラサーン伯 （ステュアート家/グラハム家系、1357年）
- ロバート・ステュアート (ストラサーン伯) （1357年 - 1371年）
  - 1371年、国王ロバート2世として即位。
- デイヴィッド・ステュアート (ストラサーン伯)（英語版） （1371年 - 1386年） - ロバート2世の息子。
- ユーフェミア・ステュアート (ストラサーン女伯)（英語版） （1386年 - 1413年） - デイヴィッドの娘。
- マリーズ・グラハム (ストラサーン伯)（英語版） （1413年 - 1427年） - ユーフェミアの長男。
- ウォルター・ステュアート (ストラサーン伯)（英語版） （1427年 - 1437年） - ロバート2世の息子、国王ジェームズ1世の叔父。

### ストラサーン伯爵 （マウントバッテン＝ウィンザー家系、2011年）
- ウィリアム (ケンブリッジ公爵・ストラサーン伯爵・キャリクファーガス男爵) （2011年 - ） - 国王チャールズ3世の嗣子。
  - 現在の暫定的な後継者はウィリアムの第1子で長男であるジョージ王子。父と同じく将来的に王位を継承する立場にあることから、いずれこのストラサーン伯位は王冠に統合されることとなる。
    - 英国における儀礼称号の慣例に従えばジョージはケンブリッジ公爵の長男としてストラサーン伯爵またはキャリクファーガス男爵を儀礼称号として名乗ることになるが、「王子」の号の方が格上であることもあり、現在ジョージ王子がストラサーン伯を名乗ることはない。